# مازه سرو امام‌قلی
مازه سرو امام‌قلی، روستایی از توابع بخش سردشت شهرستان دزفول در استان خوزستان ایران است.

## جمعیت
این روستا در دهستان احمدفداله قرار دارد و بر اساس سرشماری مرکز آمار ایران در سال ۱۳۸۵، جمعیت آن ۱۱۸ نفر (۲۰خانوار) بوده‌است.